# SC Santa Cruz (Sergipe)
SC Santa Cruz was een Braziliaanse voetbalclub uit Estância in de staat Sergipe.

## Geschiedenis
De club werd opgericht in 1930. In 1947 werd de club lid van de staatsvoetbalbond. Van 1956 tot 1960 werd de club zes keer op rij kampioen. Zo was de club in 1960 de eerste club uit de staat die op nationaal niveau voetbal speelde in de Taça Brasil, die een jaar eerder opgericht was. De club werd uitgeloot tegen verdedigend landskampioen Bahia en verloor de heenwedstrijd met 3-1. Thuis kon de club met 2-1 winnen en er volgde een derde wedstrijd die op 0-0 bleef steken en waardoor Bahia naar de volgende ronde ging. Ook in 1961 zorgde Bahia ervoor dat de club niet naar de tweede ronde kon. In 1987 speelde de club voor het laatst in de hoogste klasse van de staatscompetitie.

## Erelijst
Campeonato Sergipano
1956, 1957, 1958, 1959, 1960